# Parrocchia di San Bartolomeo Apostolo di Perzacco

### Cenni storici
La prima chiesa di Perzacco, dedicata a San Rocco, fu edificato negli ultimi anni del XVI sec. come cappella soggetta alla Parrocchia di Zevio. La chiesa era situata tra via Corso e Fosso Minella a pochi metri dal ponte ancora oggi esistente. Eraso piccolo edificio con un altare maggiore e due laterali, uno dedica alla Beata Vergine del Rosario, l'altro alla Vergine del Carmelo fianco alla chiesa vi era il cimitero.
Nel 1616 viene eretta a Rettoria residenziale con archivio proprio. Purtroppo la sua vicinanza alla Fossa la rese inagibile a causa delle forti e continue inondazioni. II 18 maggio del 1770 venne inoltrata Iegittima domanda in curía per la costruzione di un nuovo edificio più capiente e lontano dal corso d'acqua.
Da qui ebbe inizio la storia della chiesa attuale dedicata a San
Bartolomeo Apostolo II 6 aprile del 1772 fu benedetta la prima pietra dal Rettore di Zevio Don Airoldi con Don Antonio Gambarelli e fu inaugurata nel novembre del 9 da Don Domenico Aggio curato Di Perzacco
1779 L'edificio però venne definitivamente ultimato solamente nel 1803 con il completamento della pavimentazione, delle vetrate e la costruzione del fornice
Il giorno 1 gennaio del 1956 la chiesa di Perzacco fu smembrata da Zevio ed eretta in Parrocchia autonoma
Tra il 2001 ed il 2004 si registrano importanti lavori di restauro e consolidamento delle murature dell' edificio a seguito delle gravi lesioni in facciata. Progetti a firma dell'architetto Alberto Maria Sartori.

#### Vecchio Campanile
Una nota particolare merita il campanile che venne costruito nel 1776 durante la costruzione
della chiesa e demolito nel 1927
La prima pietra del campanile attuale venne posta il 3 novembre del 1901 e venne costruito su disegno di Don Giuseppe Trecca di Verona. Dopo varie vicissitudini venne impiantata la croce il 20 ottobre 1927.

##### Prospetti interni
Lo spazio interno della chiesa è caratterizzato da un'armonica ed equilibrata composizione architettonica e decorativa d'insieme. L'aula ed il presbiterio sono coperti con volte a botte con unghie laterali, scandite da costolonature trasversali, decorate con cornici dipinte a tempera e rilievi in stucco. Le strutture voltate sono realizzate in canniccio intonacato collegato ad un sistema di centinature lignee portanti.
La lunetta della parete di fondo del presbiterio è decorata con un dipinto raffigurante Angeli adoranti e in facciata e lungo il settore sommitale dei fianchi longitudinali si aprono ampie finestrature rettangolari.

###### Altare Maggiore
L'intervento di adeguamento liturgico del presbiterio ha previsto la rimozione delle balaustre e l'introduzione di un nuovo altare rivolto verso l'assemblea. Si conserva l'altare maggiore pre- conciliare con il tabernacolo. L'altare, di stile barocco a marmi policromi, fu acquistato nel 1744 dalla Parrocchia di Albaredo

###### Altare di San Bartolomeo
L'altare è originario dell'antica parrocchia di Bionde di Belfiore in Zerpa soppressa da Napoleone primo.
Nel clipeo d'altare è raffigurato S. Carlo Borromeo
Altare della seconda metà del XVIll sec. realizzato in marmo scolpito, intarsiato.
Fu acquistato dalla Parrocchia di Bionde.
La prima statua, che consisteva in un rudimentale telaio in legno con vesti di stoffa, a causa delle sue pietose condizioni fu sostituita nel 1957 con la statua attuale.
Architettura L'edificio si presenta con facciata in stile neoclassico rivolta a oriente. Paraste a fasce polistili inquadrano centralmente il portale d'ingresso timpanato. Oltre il portale una finestra di forma rettangolare illumina l'interno dell'edificio. Lateralmente due nicchie ospitano le statue di S. Bartolomeo a destra
e S. Giacomo il minore a sinistra. La chiesa presenta un impianto planimetrico ad unica aula rettangolare con asse maggiore longitudinale, e presbiterio quadrangolare rialzato di due gradini, concluso con il coro a fondale piatto. Lungo i fianchi dellaula si aprono quattro semi-cappelle laterali emergenti di ridotta profondità, due su ciascun lato e fra loro prospicienti. Quelle prossime al presbiterio accolgono l'altare di S. Bartolomeo Apostolo, sul lato destro, e l'altare della Madonna del Rosario, sul lato opposto. Sul fianco meridionale del presbiterio insistono il locale della sacrestia e la cappella feriale; sul lato opposto si addossa la torre campanaria. L'ingresso principale, con bussola lignea interna, si apre al centro della parete di facciata; lungo entrambi i fianchi dell'aula è presente un'entrata laterale.
La pavimentazione della navata è realizzata in lastroni quadrati di marmo nembro rosato; il piano del presbiterio, rialzato con due gradini in marmo rosso Verona, è pavimentato con lastre di nembro bianco-rosato La torre campanaria è addossata al fianco settentrionale del presbiterio. Basamento a pianta quadrangolare. Fusto slanciato e rastremato nella parte sommitale, edificato in corsi alternati di mattoni e conci di pietra calcarea. Cella campanaria ad edicola allungata, coronata sui quattro lati da un fastigio timpanato. Copertura piramidale in laterizio. Le prime 3 campane vennero fuse nel 1800 dai maestri artigiani Cavadini. Le 6 campane attuali risalgono al 1956.